# Millard
Millard és una població dels Estats Units a l'estat de Missouri. Segons el cens del 2000 tenia 75 habitants.

## Demografia
Segons el cens del 2000, Millard tenia 75 habitants, 34 habitatges, i 24 famílies. La densitat de població era de 241,3 habitants per km².
Dels 34 habitatges en un 20,6% hi vivien nens de menys de 18 anys, en un 58,8% hi vivien parelles casades, en un 2,9% dones solteres, i en un 29,4% no eren unitats familiars. En el 23,5% dels habitatges hi vivien persones soles el 8,8% de les quals corresponia a persones de 65 anys o més que vivien soles. El nombre mitjà de persones vivint en cada habitatge era de 2,21 i el nombre mitjà de persones que vivien en cada família era de 2,58.
Per edats la població es repartia de la següent manera: un 17,3% tenia menys de 18 anys, un 4% entre 18 i 24, un 30,7% entre 25 i 44, un 32% de 45 a 60 i un 16% 65 anys o més.
L'edat mediana era de 44 anys. Per cada 100 dones de 18 o més anys hi havia 100 homes.
La renda mediana per habitatge era de 25.833 $ i la renda mediana per família de 35.625 $. Els homes tenien una renda mediana de 19.375 $ mentre que les dones 21.563 $. La renda per capita de la població era de 16.458 $. Entorn del 10% de les famílies i el 18,3% de la població estaven per davall del llindar de pobresa.

## Poblacions més properes
El següent diagrama mostra les poblacions més properes.